# Temptation of Wife
Temptation of Wife (hangul: 아내의 유혹; rr: Anaeui Huyok) é uma telenovela sul-coreana exibida pela SBS de 3 de novembro de 2008 a 1 de maio de 2009, estrelada por Jang Seo-hee, Byun Woo-min, Kim Seo-hyung e Lee Jae Hwang.
A série fazia parte da Wife Trilogy, que inclui duas esposas e retorno da esposa. A série teve dois remakes da China e Filipinas e da série de 2009 Temptation of an Angel, estrelada por Bae Soo-bin.

## Elenco

### Elenco principal
- Jang Seo-hee como Goo Eun-jae / Min So-hee
- Byun Woo-min como Jung Gyo-bin
- Kim Seo-hyung como Shin Ae-ri / Michelle Shin
- Lee Jae-hwang como Min Gun-woo

### Elenco de apoio
Família de Eun-jae
- Kim Yong-gun como Goo Young-soo

Pai de Eun-jae
- Yoon Mi-ra como Yoon Mi-ja

Mãe de Eun-jae
- Choi Joon-yong como Goo Kang-jae

Irmão mais velho de Eun-jae e também seu antagonista
Família de Gyo-bin
- Kim Dong-hyun como Jung Ha-jo

Pai de Gyo-bin
- Geum Bo-ra como Baek Mi-in

Mãe de Gyo-bin
- Oh Young-sil como Jung Ha-neul / Estrela

Meia-irmã de Gyo-bin, Lady Min e filho amoroso de Ha-jo
- Song Hee-ah como Jung Soo-bin

Irmã mais nova de Gyo-bin
- Jung Yun-seok como Jung Ni-no

Filho de Gyo-bin e Ae-ri
Família de Gun-woo
- Jung Ae-ri como Min Hyun-joo / Lady Min

Mãe adotiva de Gun-woo
- Chae Young-in como Min So-hee

Adote a irmãzinha de Gun-woo

## Transmissão internacional
- Foi ao ar nas Filipinas em 4 de outubro de 2010 na GMA Network duas vezes.[7]
- Foi ao ar no Vietnã em 16 de março de 2011 na VTV3.